# سهره‌های گل‌فروش
سهره‌های گُل‌فروش (نام علمی: Loxioides) نام یک سرده از زیرخانواده عسل‌کش هاوایی است.

## گونه‌ها
- زرینه‌سر
- زرینه‌سر کائوآئی (منقرض)